# Supergrup de la gatelita
El supergrup de la gatelita és un grup de minerals de la classe dels silicats, establert per l'Associació Mineralògica Internacional l'any 2017, format per tres grups de minerals: el grup de la gatelita, el grup de l'alnaperbøeïta i el grup de la västmanlandita. Totes les espècies que integren els tres grups cristal·litzen en el sistema monoclínic.

## Grup de l'alnaperbøeïta
El grup de l'alnaperbøeïta està format únicament per l'espècie que dona nom al grup: l'alnaperbøeïta.
| Espècie       | Fórmula                                     |
| ------------- | ------------------------------------------- |
| Alnaperbøeïta | Ca(Ce2,5Na0,5)(AlAl₂Al)[Si₂O₇][SiO₄]₃O(OH)₂ |

Segons la classificació de Nickel-Strunz, l'alnaperbøeïta pertany a «09.B - Estructures de sorosilicats amb grups barrejats de SiO₄ i Si₂O₇; cations en coordinació octaèdrica [6] i major coordinació» juntament amb els següents minerals: al·lanita-(La), al·lanita-(Y), clinozoisita, dissakisita-(Ce), dol·laseïta-(Ce), epidota, epidota-(Pb), khristovita-(Ce), mukhinita, piemontita, piemontita-(Sr), manganiandrosita-(La), tawmawita, manganipiemontita-(Sr), ferrial·lanita-(Ce), clinozoisita-(Sr), manganiandrosita-(Ce), dissakisita-(La), vanadoandrosita-(Ce), uedaïta-(Ce), epidota-(Sr), al·lanita-(Nd), ferrial·lanita-(La), åskagenita-(Nd), zoisita, macfal·lita, sursassita, julgoldita-(Fe2+), okhotskita, pumpel·lyïta-(Fe2+), pumpel·lyïta-(Fe3+), pumpel·lyïta-(Mg), pumpel·lyïta-(Mn2+), shuiskita, julgoldita-(Fe3+), pumpel·lyïta-(Al), poppiïta, julgoldita-(Mg), ganomalita, rustumita, vesuvianita, wiluïta, manganovesuvianita, fluorvesuvianita, vyuntspakhkita-(Y), del·laïta, gatelita-(Ce) i västmanlandita-(Ce).

## Grup de la gatelita
El grup de la gatelita està format per cinc espècies minerals: ferriperbøeïta-(Ce), ferriperbøeïta-(La), gatelita-(Ce), perbøeïta-(Ce) i perbøeïta-(La).
| Espècie             | Fórmula                                |
| ------------------- | -------------------------------------- |
| Ferriperbøeïta-(Ce) | CaCe₃(Fe3+Al₂Fe2+)[Si₂O₇][SiO₄]₃O(OH)₂ |
| Ferriperbøeïta-(La) | CaLa₃(Fe3+Al₂Fe2+)[Si₂O₇][SiO₄]₃O(OH)₂ |
| Gatelita-(Ce)       | CaCe₃(AlAl₂Mg)[Si₂O₇][SiO₄]₃O(OH)₂     |
| Perbøeïta-(Ce)      | CaCe₃(AlAl₂Fe2+)[Si₂O₇][SiO₄]₃O(OH)₂   |
| Perbøeïta-(La)      | CaLa₃(AlAl₂Fe2+)[Si₂O₇][SiO₄]₃O(OH)₂   |

## Grup de la västmanlandita
El grup de la västmanlandita només està format per l'espècie que li dona nom, la västmanlandita.
| Espècie        | Fórmula                            |
| -------------- | ---------------------------------- |
| Västmanlandita | CaCe₃(MgAl₂Mg)[Si₂O₇][SiO₄]₃F(OH)₂ |